# Résultats par département des élections législatives françaises de 1986
L'élection des députés de la VIIIe législature de la Cinquième République française a eu lieu sur 1 seul tour, le 16 mars 1986. En effet, pour la première fois sous la Ve république, elles se sont déroulées (partiellement) au scrutin proportionnel (listes départementales) à un seul tour.
Voici les résultats par département.

## Nombre de députés par département, territoire ou collectivité
Le nombre de députés est défini par deux lois du 10 juillet 1985, l'une générale, l'autre relative aux territoires et collectivités territoriales d'outre-mer.
| Nombre | Département(s) |
| ------ | --- |
| 24     | Nord |
| 21     | Paris |
| 16     | Bouches-du-Rhône |
| 14     | Pas-de-Calais, Rhône |
| 13     | Hauts-de-Seine, Seine-Saint-Denis |
| 12     | Seine-Maritime, Val-de-Marne, Yvelines |
| 11     | Gironde |
| 10     | Essonne, Loire-Atlantique, Moselle |
| 9      | Alpes-Maritimes, Isère, Bas-Rhin, Seine-et-Marne, Val-d'Oise |
| 8      | Finistère, Haute-Garonne |
| 7      | Hérault, Ille-et-Vilaine, Loire, Maine-et-Loire, Meurthe-et-Moselle, Oise, Haut-Rhin, Var |
| 6      | Calvados, Marne, Morbihan, Puy-de-Dôme, Pyrénées-Atlantiques, Saône-et-Loire, Somme |
| 5      | Aisne, Charente-Maritime, Côte-d'Or, Côtes-du-Nord, Doubs, Eure, Gard, Haute-Savoie, Indre-et-Loire, Loiret, Manche, Sarthe, La Réunion, Vendée                                                                                       |
| 4      | Ain, Allier, Charente, Dordogne, Drôme, Eure-et-Loir, Guadeloupe, Martinique, Pyrénées-Orientales, Deux-Sèvres, Tarn, Vaucluse, Vienne, Haute-Vienne, Vosges                                                                          |
| 3      | Ardèche, Ardennes, Aube, Aude, Aveyron, Cher, Corrèze, Indre, Jura, Landes, Loir-et-Cher, Lot-et-Garonne, Mayenne, Nièvre, Orne, Hautes-Pyrénées, Haute-Saône, Savoie, Yonne                                                          |
| 2      | Alpes-de-Haute-Provence, Hautes-Alpes, Ariège, Territoire de Belfort, Cantal, Corse-du-Sud, Haute-Corse, Creuse, Gers, Guyane, Haute-Loire, Lot, Lozère, Haute-Marne, Meuse, Nouvelle-Calédonie, Polynésie française, Tarn-et-Garonne |
| 1      | Mayotte, Saint-Pierre-et-Miquelon, Wallis-et-Futuna |

## Ain (4 siègesà pourvoir)
| Député élu             | Parti | Parti    |
| ---------------------- | ----- | -------- |
| Noël Ravassard         |       | PS       |
| Dominique Saint-Pierre |       | MRG      |
| Charles Millon         |       | UDF (PR) |
| Jacques Boyon          |       | RPR      |

À la suite de la nomination de Jacques Boyon au gouvernement, Lucien Guichon le remplace, suivant de liste.

## Aisne (5 siègesà pourvoir)
| Député élu            | Parti | Parti |
| --------------------- | ----- | ----- |
| André Rossi           |       | UDF   |
| Jean-Claude Lamant    |       | RPR   |
| Jean-Pierre Balligand |       | PS    |
| Bernard Lefranc       |       | PS    |
| Daniel Le Meur        |       | PCF   |

## Allier (4 siègesà pourvoir)
| Député élu           | Parti | Parti    |
| -------------------- | ----- | -------- |
| Hector Rolland       |       | RPR      |
| Jacques Lacarin      |       | UDF (PR) |
| Jean-Michel Belorgey |       | PS       |
| André Lajoinie       |       | PCF      |

## Alpes-de-Haute-Provence (2 siègesà pourvoir)
| Député élu    |  | Parti |
| ------------- |  | ----- |
| André Bellon  |  | PS    |
| Pierre Delmar |  | RPR   |

## Hautes-Alpes (2 siègesà pourvoir)
| Député élu             |  | Parti     |
| ---------------------- |  | --------- |
| Daniel Chevallier      |  | PS        |
| Pierre Bernard-Reymond |  | UDF (CDS) |

## Alpes-Maritimes (9 siègesà pourvoir)
| Député élu          |  | Parti     |
| ------------------- |  | --------- |
| Jacques Médecin     |  | RPR       |
| Louise Moreau       |  | UDF (CDS) |
| Emmanuel Aubert     |  | RPR       |
| Pierre Bachelet     |  | RPR       |
| Charles Ehrmann     |  | UDF (PR)  |
| Jean-Hugues Colonna |  | PS        |
| Henri Fiszbin       |  | app. PS   |
| Jacques Peyrat      |  | FN        |
| Albert Peyron       |  | FN        |

## Ardèche (3 siègesà pourvoir)
| Député élu           |  | Parti     |
| -------------------- |  | --------- |
| Robert Chapuis       |  | PS        |
| Régis Perbet         |  | RPR       |
| Jean-François Michel |  | UDF (CDS) |

## Ardennes (3 siègesà pourvoir)
| Député élu        |  | Parti     |
| ----------------- |  | --------- |
| Jacques Sourdille |  | RPR       |
| Michel Vuibert    |  | UDF (CDS) |
| Roger Mas         |  | PS        |

## Ariège (2 siègesà pourvoir)
| Député élu         |  | Parti |
| ------------------ |  | ----- |
| Augustin Bonrepaux |  | PS    |
| Henri Cuq          |  | RPR   |

## Aube (3 siègesà pourvoir)
| Député élu      |  | Parti    |
| --------------- |  | -------- |
| Robert Galley   |  | RPR      |
| Pierre Micaux   |  | UDF (PR) |
| Michel Cartelet |  | PS       |

## Aude (3 siègesà pourvoir)
| Député élu           | Parti | Parti |
| -------------------- | ----- | ----- |
| Régis Barailla       |       | PS    |
| Jacques Cambolive    |       | PS    |
| Jean-Pierre Cassabel |       | RPR   |

A la suite du décès de Jean-Pierre Cassabel, Gérard Larrat le remplace, suivant de liste.

## Aveyron (3 siègesà pourvoir)
| Député élu       |  | Parti     |
| ---------------- |  | --------- |
| Jacques Godfrain |  | RPR       |
| Jean Briane      |  | UDF (CDS) |
| Jean Rigal       |  | MRG       |

## Bouches-du-Rhône (16 siègesà pourvoir)
| Député élu              | Parti | Parti    |
| ----------------------- | ----- | -------- |
| Gaston Defferre         |       | PS       |
| Michel Pezet            |       | PS       |
| Jacques Siffre          |       | PS       |
| Philippe Sanmarco       |       | PS       |
| Michel Vauzelle         |       | PS       |
| Pascal Arrighi          |       | FN       |
| Ronald Perdomo          |       | FN       |
| Jean Roussel            |       | FN       |
| Gabriel Domenech        |       | FN       |
| Jean-Claude Gaudin      |       | UDF (PR) |
| Jean-Jacques de Peretti |       | UDF      |
| Jean Roatta             |       | UDF (PR) |
| Roland Blum             |       | UDF (PR) |
| Guy Hermier             |       | PCF      |
| Vincent Porelli         |       | PCF      |
| Maurice Toga            |       | RPR      |

A la suite du décès de Gaston Defferre, Jean-Jacques Léonetti le remplace, suivant de liste.

## Calvados (6 siègesà pourvoir)
| Député élu           |  | Parti    |
| -------------------- |  | -------- |
| Michel d'Ornano      |  | UDF (PR) |
| André Fanton         |  | RPR      |
| Francis Saint-Ellier |  | UDF (PR) |
| Louis Mexandeau      |  | PS       |
| Yvette Roudy         |  | PS       |
| André Ledran         |  | PS       |

## Cantal (2 siègesà pourvoir)
| Député élu    |  | Parti |
| ------------- |  | ----- |
| Pierre Raynal |  | RPR   |
| René Souchon  |  | PS    |

## Charente (4 siègesà pourvoir)
| Député élu            |  | Parti     |
| --------------------- |  | --------- |
| Francis Hardy         |  | RPR       |
| Georges Chavanes      |  | UDF (CDS) |
| Jean-Michel Boucheron |  | PS        |
| Jérôme Lambert        |  | PS        |

Nommé ministre délégué au Commerce, à l'Artisanat et aux Services dans le gouvernement Chirac II, Georges Chavanes est remplacé par son suivant de liste, Pierre-Rémy Houssin (RPR).

## Charente-Maritime (5 siègesà pourvoir)
| Député élu             |  | Parti    |
| ---------------------- |  | -------- |
| Michel Crépeau         |  | MRG      |
| Philippe Marchand      |  | PS       |
| Jean-Noël de Lipkowski |  | RPR      |
| Jean-Guy Branger       |  | app. UDF |
| Dominique Bussereau    |  | UDF (PR) |

## Cher (3 siègesà pourvoir)
| Député élu           |  | Parti    |
| -------------------- |  | -------- |
| Jean-François Deniau |  | UDF (PR) |
| Jacques Rimbault     |  | PCF      |
| Alain Calmat         |  | PS       |

## Corrèze (3 siègesà pourvoir)
| Député élu           |  | Parti |
| -------------------- |  | ----- |
| Jacques Chirac       |  | RPR   |
| Jean Charbonnel      |  | RPR   |
| Jean-Claude Cassaing |  | PS    |

Nommé Premier Ministre, Jacques Chirac est remplacé par Jean-Pierre Bechter, RPR, suivant de liste.

## Corse-du-Sud (2 siègesà pourvoir)
| Député élu               |  | Parti |
| ------------------------ |  | ----- |
| Jean-Paul de Rocca Serra |  | RPR   |
| Nicolas Alfonsi          |  | MRG   |

## Haute-Corse (2 siègesà pourvoir)
| Député élu       |  | Parti |
| ---------------- |  | ----- |
| Pierre Pasquini  |  | RPR   |
| Émile Zuccarelli |  | MRG   |

À la suite de l'annulation du scrutin du 16 mars 1986 par le Conseil constitutionnel, une nouvelle élection est organisée le 24 août 1986.
| Député élu       |  | Parti |
| ---------------- |  | ----- |
| Pierre Pasquini  |  | RPR   |
| Émile Zuccarelli |  | MRG   |

## Côte-d'Or (5 siègesà pourvoir)
| Député élu       |  | Parti    |
| ---------------- |  | -------- |
| Robert Poujade   |  | RPR      |
| Gilbert Mathieu  |  | UDF (PR) |
| Lucien Jacob     |  | RPR      |
| Roland Carraz    |  | PS       |
| François Patriat |  | PS       |

## Côtes-du-Nord (5 siègesà pourvoir)
| Député élu        | Parti | Parti     |
| ----------------- | ----- | --------- |
| Charles Josselin  |       | PS        |
| Didier Chouat     |       | PS        |
| Sébastien Couëpel |       | UDF (CDS) |
| René Benoît       |       | UDF (PR)  |
| Bertrand Cousin   |       | RPR       |

## Creuse (2 siègesà pourvoir)
| Député élu       |  | Parti |
| ---------------- |  | ----- |
| Jacques Chartron |  | RPR   |
| André Lejeune    |  | PS    |

## Dordogne (4 siègesà pourvoir)
| Député élu        |  | Parti    |
| ----------------- |  | -------- |
| Yves Guéna        |  | RPR      |
| Élie Marty        |  | UDF (PR) |
| Roland Dumas      |  | PS       |
| Alain Paul Bonnet |  | MRG      |

## Doubs (5 siègesà pourvoir)
| Député élu           |  | Parti     |
| -------------------- |  | --------- |
| Roland Vuillaume     |  | RPR       |
| Michel Jacquemin     |  | UDF (CDS) |
| Gérard Kuster        |  | RPR       |
| Guy Bêche            |  | PS        |
| Huguette Bouchardeau |  | app. PS   |

## Drôme (4 siègesà pourvoir)
| Député élu     |  | Parti     |
| -------------- |  | --------- |
| Régis Parent   |  | RPR       |
| Jean Mouton    |  | UDF (CDS) |
| Rodolphe Pesce |  | PS        |
| Henri Michel   |  | PS        |

## Eure (5 siègesà pourvoir)
| Député élu             |  | Parti    |
| ---------------------- |  | -------- |
| François Loncle        |  | PS       |
| Freddy Deschaux-Beaume |  | PS       |
| Claude Michel          |  | PS       |
| Ladislas Poniatowski   |  | UDF (PR) |
| Jean-Louis Debré       |  | RPR      |

## Eure-et-Loir (4 siègesà pourvoir)
| Député élu          |  | Parti     |
| ------------------- |  | --------- |
| Maurice Dousset     |  | UDF (PR)  |
| Martial Taugourdeau |  | diss. RPR |
| Georges Lemoine     |  | PS        |
| Françoise Gaspard   |  | PS        |

## Finistère (8 siègesà pourvoir)
| Député élu          |  | Parti     |
| ------------------- |  | --------- |
| Louis Le Pensec     |  | PS        |
| Marie Jacq          |  | PS        |
| Joseph Gourmelon    |  | PS        |
| Jean Peuziat        |  | PS        |
| Jean-Louis Goasduff |  | RPR       |
| Charles Miossec     |  | RPR       |
| Jean-Yves Cozan     |  | UDF (CDS) |
| Marc Bécam          |  | diss. RPR |

## Gard (5 siègesà pourvoir)
| Député élu          |  | Parti     |
| ------------------- |  | --------- |
| Georgina Dufoix     |  | PS        |
| Alain Journet       |  | PS        |
| Jean Bousquet       |  | UDF (Rad) |
| Bernard Deschamps   |  | PCF       |
| Charles de Chambrun |  | FN        |

## Haute-Garonne (8 siègesà pourvoir)
| Député élu            |  | Parti                  |
| --------------------- |  | ---------------------- |
| Alex Raymond          |  | PS                     |
| Gérard Bapt           |  | PS                     |
| Jacques Roger-Machart |  | PS                     |
| Pierre Ortet          |  | PS                     |
| Dominique Baudis      |  | UDF (CDS)              |
| Jean Diebold          |  | Divers droite (ex-RPR) |
| Pierre Montastruc     |  | UDF (Rad)              |
| Jean-Paul Séguéla     |  | RPR                    |

À la suite de l'annulation du scrutin du 16 mars 1986 par le Conseil constitutionnel, une nouvelle élection est organisée le 28 septembre 1986.
| Député élu            |  | Parti                  |
| --------------------- |  | ---------------------- |
| Lionel Jospin         |  | PS                     |
| Gérard Bapt           |  | PS                     |
| Jacques Roger-Machart |  | PS                     |
| Pierre Ortet          |  | PS                     |
| Dominique Baudis      |  | UDF (CDS)              |
| Jean Diebold          |  | Divers droite (ex-RPR) |
| Pierre Montastruc     |  | UDF (Rad)              |
| Jean-Paul Séguéla     |  | RPR                    |

Démissionnaire, Dominique Baudis est remplacé par son père Pierre Baudis, en cinquième position sur la liste d'union de la droite.

## Gers (2 siègesà pourvoir)
| Député élu            |  | Parti     |
| --------------------- |  | --------- |
| Jean Laborde          |  | PS        |
| Aymeri de Montesquiou |  | UDF (Rad) |

## Gironde (11 siègesà pourvoir)
| Député élu            |  | Parti     |
| --------------------- |  | --------- |
| Jacques Chaban-Delmas |  | RPR       |
| Jean Valleix          |  | RPR       |
| Aymar Achille-Fould   |  | UDF (CDS) |
| Gérard César          |  | RPR       |
| Robert Cazalet        |  | UDF (PR)  |
| Catherine Lalumière   |  | PS        |
| Michel Sainte-Marie   |  | PS        |
| Pierre Garmendia      |  | PS        |
| Gilbert Mitterrand    |  | PS        |
| Pierre Sirgue         |  | FN        |
| Michel Peyret         |  | PCF       |

En sixième position sur la liste d'union de l'opposition, Jean-Claude Dalbos (RPR) remplace Aymar Achille-Fould, décédé en fonction le 11 avril 1986.

## Hérault (7 siègesà pourvoir)
Nommé secrétaire d'État chargé des Anciens Combattants, Georges Fontès démissionne de son mandat de député et est remplacé par son suivant de liste René Couveinhes.
| Député élu           |  | Parti    |
| -------------------- |  | -------- |
| Georges Frêche       |  | PS       |
| Jean Lacombe         |  | PS       |
| Alain Barrau         |  | PS       |
| Georges Fontès       |  | RPR      |
| Jean-Claude Martinez |  | FN       |
| Jacques Roux         |  | PCF      |
| Willy Diméglio       |  | UDF (PR) |

## Ille-et-Vilaine (7 siègesà pourvoir)
À la suite de leur nomination au gouvernement, Alain Madelin et Pierre Méhaignerie ont cédé leurs places aux suivants de liste : Marie-Thérèse Boisseau et René Couanau.
| Député élu            | Parti | Parti     |
| --------------------- | ----- | --------- |
| Jean-Michel Boucheron |       | PS        |
| Edmond Hervé          |       | PS        |
| Clément Théaudin      |       | PS        |
| Pierre Méhaignerie    |       | UDF (CDS) |
| Yves Fréville         |       | UDF (CDS) |
| Alain Madelin         |       | UDF (PR)  |
| Michel Cointat        |       | RPR       |

## Indre (3 siègesà pourvoir)
| Député élu       |  | Parti    |
| ---------------- |  | -------- |
| Michel Aurillac  |  | RPR      |
| Daniel Bernardet |  | UDF (PR) |
| André Laignel    |  | PS       |

Daniel Bernardet, exclu de l'UDF, siège parmi les députés non-inscrits.
Michel Aurillac, nommé membre du gouvernement, est remplacé par Henri Louet, RPR, suivant de liste.

## Indre-et-Loire (5 siègesà pourvoir)
| Député élu      |  | Parti         |
| --------------- |  | ------------- |
| Jean Royer      |  | Divers droite |
| Raymond Lory    |  | UDF (CDS)     |
| Christiane Mora |  | PS            |
| Jean Proveux    |  | PS            |
| Bernard Debré   |  | RPR           |

## Isère (9 siègesà pourvoir)
| Député élu           |  | Parti    |
| -------------------- |  | -------- |
| Alain Carignon       |  | RPR      |
| Georges Colombier    |  | UDF (PR) |
| Alain Moyne-Bressand |  | UDF (PR) |
| Michel Hannoun       |  | RPR      |
| Louis Mermaz         |  | PS       |
| Christian Nucci      |  | PS       |
| Odile Sicard         |  | PS       |
| Bruno Mégret         |  | FN       |
| Jean Giard           |  | PCF      |

Nommé ministre délégué à l'Environnement du gouvernement Chirac II, Alain Carignon est remplacé par Gautier Audinot, suivant de liste.

## Jura (3 siègesà pourvoir)
| Député élu      |  | Parti    |
| --------------- |  | -------- |
| Gilbert Barbier |  | UDF (AD) |
| Jean Charroppin |  | RPR      |
| Alain Brune     |  | PS       |

## Landes (3 siègesà pourvoir)
| Député élu           |  | Parti |
| -------------------- |  | ----- |
| Henri Emmanuelli     |  | PS    |
| Jean-Pierre Pénicaut |  | PS    |
| Louis Lauga          |  | RPR   |

## Loir-et-Cher (3 siègesà pourvoir)
| Député élu    |  | Parti     |
| ------------- |  | --------- |
| Roger Corrèze |  | RPR       |
| Jean Desanlis |  | UDF (CDS) |
| Jack Lang     |  | PS        |

## Loire (7 sièges à pourvoir)
| Député élu      |  | Parti    |
| --------------- |  | -------- |
| Christian Cabal |  | RPR      |
| Pascal Clément  |  | UDF (PR) |
| Henri Bayard    |  | UDF (PR) |
| Jean Auroux     |  | PS       |
| Jacques Badet   |  | PS       |
| Guy Le Jaouen   |  | FN       |
| Paul Chomat     |  | PCF      |

## Haute-Loire (2 siègesà pourvoir)
| Député élu     |  | Parti     |
| -------------- |  | --------- |
| Jacques Barrot |  | UDF (CDS) |
| Jean Proriol   |  | UDF (PR)  |

## Loire-Atlantique (10 siègesà pourvoir)
| Député élu                      |  | Parti     |
| ------------------------------- |  | --------- |
| Olivier Guichard                |  | RPR       |
| Joseph-Henri Maujoüan du Gasset |  | UDF (PR)  |
| Lucien Richard                  |  | RPR       |
| Xavier Hunault                  |  | UDF       |
| Élisabeth Hubert                |  | RPR       |
| Monique Papon                   |  | UDF (CDS) |
| Jean-Marc Ayrault               |  | PS        |
| Claude Évin                     |  | PS        |
| Jean Natiez                     |  | PS        |
| Alain Chénard                   |  | PS        |

## Loiret (5 siègesà pourvoir)
| Député élu             |  | Parti    |
| ---------------------- |  | -------- |
| Xavier Deniau          |  | RPR      |
| Jacques Douffiagues    |  | UDF (PR) |
| Jean-Paul Charié       |  | RPR      |
| Jean-Pierre Sueur      |  | PS       |
| Jean-Claude Portheault |  | PS       |

À la suite de sa nomination dans le gouvernement Chirac II en tant que ministre délégué aux Transports, Jacques Douffiagues est remplacé à l'Assemblée nationale par Antoine Carré, suivant de liste.

## Lot (2 siègesà pourvoir)
| Député élu       |  | Parti |
| ---------------- |  | ----- |
| Martin Malvy     |  | PS    |
| Alain Chastagnol |  | RPR   |

## Lot-et-Garonne (3 siègesà pourvoir)
| Député élu              |  | Parti     |
| ----------------------- |  | --------- |
| Paul Chollet            |  | UDF (CDS) |
| Michel Gonelle          |  | RPR       |
| Christian Laurissergues |  | PS        |

## Lozère (2 siègesà pourvoir)
| Député élu    |  | Parti     |
| ------------- |  | --------- |
| Jacques Blanc |  | UDF (PR)  |
| Adrien Durand |  | UDF (CDS) |

## Maine-et-Loire (7 siègesà pourvoir)
| Député élu         |  | Parti     |
| ------------------ |  | --------- |
| Jean Foyer         |  | RPR       |
| Maurice Ligot      |  | UDF       |
| Jean Narquin       |  | RPR       |
| Edmond Alphandéry  |  | UDF (CDS) |
| Jean Bégault       |  | UDF       |
| Ginette Leroux     |  | PS        |
| Jean-Claude Chupin |  | PS        |

Ginette Leroux est décédée le 16 décembre 1987. Son suivant de liste, Jacques Percereau la remplace.

## Manche (5 siègesà pourvoir)
| Député élu         |  | Parti     |
| ------------------ |  | --------- |
| Pierre Godefroy    |  | RPR       |
| Jean-Marie Daillet |  | UDF (CDS) |
| René André         |  | RPR       |
| Olivier Stirn      |  | PS (app.) |
| Louis Darinot      |  | PS        |

## Marne (6 siègesà pourvoir)
| Député élu        |  | Parti     |
| ----------------- |  | --------- |
| Georges Colin     |  | PS        |
| Ghislaine Toutain |  | PS        |
| Jean Falala       |  | RPR       |
| Bruno Bourg-Broc  |  | RPR       |
| Bernard Stasi     |  | UDF (CDS) |
| Jean Reyssier     |  | PCF       |

## Haute Marne (2 siègesà pourvoir)
| Député élu     |  | Parti    |
| -------------- |  | -------- |
| Charles Fèvre  |  | UDF (PR) |
| Guy Chanfrault |  | PS       |

## Mayenne (3 siègesà pourvoir)
| Député élu        |  | Parti         |
| ----------------- |  | ------------- |
| Henri de Gastines |  | RPR           |
| François d'Aubert |  | UDF (PR)      |
| André Pinçon      |  | Divers gauche |

## Meurthe-et-Moselle (7 siègesà pourvoir)
| Député élu         |  | Parti     |
| ------------------ |  | --------- |
| Job Durupt         |  | PS        |
| Jean-Paul Durieux  |  | PS        |
| Jean-Yves Le Déaut |  | PS        |
| Marcel Bigeard     |  | app. UDF  |
| André Rossinot     |  | UDF (Rad) |
| Gérard Léonard     |  | RPR       |
| Colette Goeuriot   |  | PCF       |

André Rossinot, nommé membre du gouvernement, est remplacé par son suivant de liste René Haby, UDF. René Haby, démissionnaire, est remplacé le 9 mai 1988 par Guy Vattier, suivant de liste.

## Meuse (2 siègesà pourvoir)
| Député élu        |  | Parti    |
| ----------------- |  | -------- |
| Jean-Louis Dumont |  | PS       |
| Gérard Longuet    |  | UDF (PR) |

Nommé secrétaire d'État chargé des Postes et Télécommunications, Gérard Longuet est remplacé par Claude Lorenzini, suivant de liste.

## Morbihan (6 siègesà pourvoir)
| Député élu            |  | Parti     |
| --------------------- |  | --------- |
| Raymond Marcellin     |  | UDF (PR)  |
| Jean-Charles Cavaillé |  | RPR       |
| Loïc Bouvard          |  | UDF (CDS) |
| Aimé Kergueris        |  | UDF (PR)  |
| Jean-Yves Le Drian    |  | PS        |
| Jean Giovannelli      |  | PS        |

## Moselle (10 siègesà pourvoir)
| Député élu         |  | Parti     |
| ------------------ |  | --------- |
| Jean Laurain       |  | PS        |
| René Drouin        |  | PS        |
| Charles Metzinger  |  | PS        |
| Pierre Messmer     |  | RPR       |
| Jean-Louis Masson  |  | RPR       |
| Jean-Marie Demange |  | RPR       |
| Jean Seitlinger    |  | UDF (CDS) |
| Denis Jacquat      |  | UDF (PR)  |
| Guy Herlory        |  | FN        |
| Jean Kiffer        |  | CNIP      |

## Nièvre (3 siègesà pourvoir)
| Député élu        |  | Parti    |
| ----------------- |  | -------- |
| Pierre Bérégovoy  |  | PS       |
| Bernard Bardin    |  | PS       |
| Hervé de Charette |  | UDF (PR) |

Hervé de Charette, nommé membre du gouvernement, est remplacé par Bernard-Claude Savy, RPR, suivant de liste.

## Nord (24 siègesà pourvoir)
| Député élu            |  | Parti     |
| --------------------- |  | --------- |
| Pierre Mauroy         |  | PS        |
| Jean Le Garrec        |  | PS        |
| Arthur Notebart       |  | PS        |
| Jacqueline Osselin    |  | PS        |
| Michel Delebarre      |  | PS        |
| Bernard Derosier      |  | PS        |
| Alain Faugaret        |  | PS        |
| Marcel Dehoux         |  | PS        |
| Albin Chalandon       |  | RPR       |
| Serge Charles         |  | RPR       |
| Jacques Legendre      |  | RPR       |
| Charles Paccou        |  | RPR       |
| Claude Dhinnin        |  | RPR       |
| Olivier Marlière      |  | RPR       |
| Gustave Ansart        |  | PCF       |
| Alain Bocquet         |  | PCF       |
| Georges Hage          |  | PCF       |
| Jean Jarosz           |  | PCF       |
| Georges Delfosse      |  | UDF (CDS) |
| Jean-Jacques Descamps |  | UDF (PR)  |
| Bruno Durieux         |  | UDF (CDS) |
| Bruno Chauvierre      |  | FN        |
| Christian Baeckeroot  |  | FN        |
| Pierre Ceyrac         |  | FN        |

Albin Chalandon, nommé membre du gouvernement, est remplacé par Michel Ghysel, RPR, suivant de liste.
Jean-Jacques Descamps, nommé membre du gouvernement, est remplacé par Stéphane Dermaux, UDF, suivant de liste.

## Oise (7 siègesà pourvoir)
| Député élu           |  | Parti    |
| -------------------- |  | -------- |
| Marcel Dassault      |  | RPR      |
| Robert Hersant       |  | app. UDF |
| Jean-François Mancel |  | RPR      |
| Jean Anciant         |  | PS       |
| Roland Florian       |  | PS       |
| Guy Vadepied         |  | PS       |
| Pierre Descaves      |  | FN       |

## Orne (3 siègesà pourvoir)
| Député élu     |  | Parti                 |
| -------------- |  | --------------------- |
| Daniel Goulet  |  | RPR                   |
| Francis Geng   |  | UDF (CDS)             |
| Michel Lambert |  | Divers gauche (ex-PS) |

## Pas-de-Calais (14 siègesà pourvoir)
| Député élu                       |  | Parti                 |
| -------------------------------- |  | --------------------- |
| Roland Huguet                    |  | PS                    |
| Guy Lengagne                     |  | PS                    |
| Jean-Pierre Kucheida             |  | PS                    |
| Jacques Mellick                  |  | PS                    |
| André Delehedde                  |  | PS                    |
| Marcel Wacheux                   |  | PS                    |
| Jean-Paul Delevoye               |  | RPR                   |
| Yvan Blot                        |  | RPR                   |
| Jacques Hersant                  |  | CNIP                  |
| Rémy Auchedé                     |  | PCF                   |
| Jean-Jacques Barthe              |  | PCF                   |
| Philippe Vasseur                 |  | UDF (PR)              |
| Léonce Deprez                    |  | Divers droite (ex-PR) |
| François Porteu de La Morandière |  | FN                    |

## Puy-de-Dôme (6 siègesà pourvoir)
| Député élu               |  | Parti     |
| ------------------------ |  | --------- |
| Valéry Giscard d'Estaing |  | UDF (PR)  |
| Georges Chometon         |  | UDF (CDS) |
| Pierre Pascallon         |  | RPR       |
| Roger Quilliot           |  | PS        |
| Maurice Adevah-Pœuf      |  | PS        |
| Jacques Lavédrine        |  | PS        |

Redevenu sénateur, Roger Quilliot est remplacé par Maurice Pourchon, en quatrième position sur la liste socialiste, à partir du 9 octobre 1986.

## Pyrénées-Atlantiques (6 siègesà pourvoir)
| Député élu           |  | Parti     |
| -------------------- |  | --------- |
| Jean Gougy           |  | RPR       |
| François Bayrou      |  | UDF (CDS) |
| Michèle Alliot-Marie |  | RPR       |
| André Labarrère      |  | PS        |
| Jean-Pierre Destrade |  | PS        |
| Henri Prat           |  | PS        |

Nommée secrétaire d'État chargé de l'Enseignement dans le gouvernement Chirac II, Michèle Alliot-Marie cède sa place à Alain Lamassoure, suivant de liste.

## Hautes-Pyrénées (3 siègesà pourvoir)
| Député élu     |  | Parti     |
| -------------- |  | --------- |
| Pierre Bleuler |  | UDF (CDS) |
| Gérard Trémège |  | UDF (PR)  |
| Pierre Forgues |  | PS        |

## Pyrénées-Orientales (4 siègesà pourvoir)
| Député élu     |  | Parti    |
| -------------- |  | -------- |
| Claude Barate  |  | RPR      |
| Jacques Farran |  | UDF (PR) |
| Renée Soum     |  | PS       |
| Pierre Sergent |  | FN       |

## Bas-Rhin (9 siègesà pourvoir)
| Député élu            |  | Parti     |
| --------------------- |  | --------- |
| Adrien Zeller         |  | UDF (CDS) |
| Émile Koehl           |  | UDF (CDS) |
| Jean-Marie Caro       |  | UDF (CDS) |
| Germain Gengenwin     |  | UDF (CDS) |
| André Durr            |  | RPR       |
| François Grussenmeyer |  | RPR       |
| Jean Oehler           |  | PS        |
| Catherine Trautmann   |  | PS        |
| Robert Spieler        |  | FN        |

Adrien Zeller, nommé membre du gouvernement, est remplacé par Marc Reymann, UDF, suivant de liste.

## Haut-Rhin (7 siègesà pourvoir)
| Député élu        | Parti | Parti    |
| ----------------- | ----- | -------- |
| Jean-Marie Bockel |       | PS       |
| Jean Grimont      |       | PS       |
| Pierre Weisenhorn |       | RPR      |
| Jean Ueberschlag  |       | RPR      |
| Jean-Paul Fuchs   |       | UDF (PR) |
| Joseph Klifa      |       | UDF (PR) |
| Gérard Freulet    |       | FN       |

## Rhône (14 siègesà pourvoir)
| Député élu            |  | Parti    |
| --------------------- |  | -------- |
| Charles Hernu         |  | PS       |
| Jean Poperen          |  | PS       |
| Marie-Josèphe Sublet  |  | PS       |
| Gérard Collomb        |  | PS       |
| Jean-Jack Queyranne   |  | PS       |
| Raymond Barre         |  | app. UDF |
| Jean Rigaud           |  | UDF      |
| Alain Mayoud          |  | UDF (PR) |
| Michel Noir           |  | RPR      |
| Jean Besson           |  | RPR      |
| Jean-Michel Dubernard |  | RPR      |
| Bruno Gollnisch       |  | FN       |
| Jean-Pierre Reveau    |  | FN       |
| Charles Fiterman      |  | PCF      |

À partir du 3 avril 1986, à la suite de sa nomination au gouvernement, Michel Noir  cède sa place au suivant de liste : Michel Terrot.

## Haute-Saône (3 siègesà pourvoir)
| Député élu         |  | Parti |
| ------------------ |  | ----- |
| Christian Bergelin |  | RPR   |
| Philippe Legras    |  | RPR   |
| Jean-Pierre Michel |  | PS    |

Nommé secrétaire d'État chargé de la Jeunesse et des Sports dans le gouvernement Chirac II, Christian Bergelin est remplacé par Pierre Chantelat, suivant de liste.

## Saône-et-Loire (6 siègesà pourvoir)
| Député élu        |  | Parti    |
| ----------------- |  | -------- |
| Pierre Joxe       |  | PS       |
| André Billardon   |  | PS       |
| Jean-Pierre Worms |  | PS       |
| Dominique Perben  |  | RPR      |
| André Jarrot      |  | RPR      |
| René Beaumont     |  | UDF (PR) |

Démissionnaire, André Jarrot est remplacé par Roger Couturier, suivant de liste, à partir du 30 septembre 1986.

## Sarthe  (5 siègesà pourvoir)
| Député élu                  |  | Parti    |
| --------------------------- |  | -------- |
| François Fillon             |  | RPR      |
| Georges Bollengier-Stragier |  | UDF (PR) |
| Gérard Chasseguet           |  | RPR      |
| Raymond Douyère             |  | PS       |
| Guy-Michel Chauveau         |  | PS       |

## Savoie (3 siègesà pourvoir)
| Député élu      |  | Parti    |
| --------------- |  | -------- |
| Michel Barnier  |  | RPR      |
| Gratien Ferrari |  | UDF (PR) |
| Louis Besson    |  | PS       |

## Haute-Savoie (5 siègesà pourvoir)
| Député élu             | Parti | Parti         |
| ---------------------- | ----- | ------------- |
| Bernard Bosson         |       | UDF (CDS)     |
| Jean Brocard           |       | UDF (PR)      |
| Pierre Mazeaud         |       | RPR           |
| Dominique Strauss-Kahn |       | PS            |
| Robert Borrel          |       | Divers gauche |

À la suite de sa nomination au gouvernement, Bernard Bosson a cédé sa place à Claude Birraux (UDF-CDS), troisième de liste.

## Paris (21 siègesà pourvoir)
| Député élu              | Parti | Parti     |
| ----------------------- | ----- | --------- |
| Jacques Toubon          |       | RPR       |
| Jean Tiberi             |       | RPR       |
| Édouard Balladur        |       | RPR       |
| Bernard Pons            |       | RPR       |
| Alain Juppé             |       | RPR       |
| Pierre de Bénouville    |       | RPR       |
| Gabriel Kaspereit       |       | RPR       |
| Claude-Gérard Marcus    |       | RPR       |
| Lionel Jospin           |       | PS        |
| Paul Quilès             |       | PS        |
| Georges Sarre           |       | PS        |
| Michel Charzat          |       | PS        |
| Edwige Avice            |       | PS        |
| Gérard Fuchs            |       | PS        |
| Gisèle Stievenard       |       | PS        |
| Louis Moulinet          |       | PS        |
| Jacques Dominati        |       | UDF (PR)  |
| Gilbert Gantier         |       | UDF (PR)  |
| Georges Mesmin          |       | UDF (CDS) |
| Jean-Marie Le Pen       |       | FN        |
| Édouard Frédéric-Dupont |       | FN        |

Élu député de la Haute-Garonne lors de l'élection législative partielle du 28 septembre 1986, Lionel Jospin est remplacé par Alain Billon, suivant de liste.
Nommé membre du gouvernement, Édouard Balladur est remplacé par Jacques Féron, CNIP, suivant de liste.
Nommé membre du gouvernement, Bernard Pons est remplacé par Françoise de Panafieu, RPR, suivante de liste.
Nommé membre du gouvernement, Alain Juppé est remplacé par René Béguet, RPR, suivant de liste.

## Seine-Maritime (12 siègesà pourvoir)
| Député élu         |  | Parti     |
| ------------------ |  | --------- |
| Jean Lecanuet      |  | UDF (CDS) |
| Georges Delatre    |  | RPR       |
| Charles Revet      |  | UDF (PR)  |
| Antoine Rufenacht  |  | RPR       |
| Jean Allard        |  | UDF (CDS) |
| Laurent Fabius     |  | PS        |
| Jean Beaufils      |  | PS        |
| Joseph Menga       |  | PS        |
| Paul Dhaille       |  | PS        |
| Pierre Bourguignon |  | PS        |
| Roland Leroy       |  | PCF       |
| Dominique Chaboche |  | FN        |

Jean Lecanuet, qui choisit de retourner au Sénat, est remplacé à partir du 2 octobre 1986 par Roger Fossé.

## Seine-et-Marne (9 siègesà pourvoir)
| Député élu          |  | Parti     |
| ------------------- |  | --------- |
| Alain Vivien        |  | PS        |
| Robert Le Foll      |  | PS        |
| Jean-Pierre Fourré  |  | PS        |
| Alain Peyrefitte    |  | RPR       |
| Didier Julia        |  | RPR       |
| Guy Drut            |  | RPR       |
| Jean-François Jalkh |  | FN        |
| Jean-Jacques Hyest  |  | UDF (CDS) |
| Gérard Bordu        |  | PCF       |

## Yvelines (12 siègesà pourvoir)
| Député élu           |  | Parti     |
| -------------------- |  | --------- |
| Michel Rocard        |  | PS        |
| Martine Frachon      |  | PS        |
| Bernard Schreiner    |  | PS        |
| Guy Malandain        |  | PS        |
| Michel Péricard      |  | RPR       |
| Franck Borotra       |  | RPR       |
| Robert Wagner        |  | RPR       |
| Étienne Pinte        |  | RPR       |
| Christine Boutin     |  | diss. UDF |
| Georges-Paul Wagner  |  | FN        |
| Paul-Louis Tenaillon |  | UDF (CDS) |
| Jacqueline Hoffmann  |  | PCF       |

A la suite du décès de Robert Wagner, Jacques Masdeu-Arus le remplace, suivant de liste.

## Deux-Sèvres (4 siègesà pourvoir)
| Député élu      | Parti | Parti    |
| --------------- | ----- | -------- |
| Jean de Gaulle  |       | RPR      |
| Albert Brochard |       | UDF (PR) |
| André Clert     |       | PS       |
| Michel Hervé    |       | PS       |

## Somme (6 siègesà pourvoir)
| Député élu          | Parti | Parti         |
| ------------------- | ----- | ------------- |
| André Audinot       |       | Divers droite |
| Gilles de Robien    |       | UDF (PR)      |
| Joël Hart           |       | RPR           |
| Jacques Fleury      |       | PS            |
| Jean-Claude Dessein |       | PS            |
| Maxime Gremetz      |       | PCF           |

A la suite du décès d'André Audinot, Pierre Claisse le remplace, suivant de liste.

## Tarn (4 siègesà pourvoir)
| Député élu      |  | Parti    |
| --------------- |  | -------- |
| Pierre Bernard  |  | PS       |
| Charles Pistre  |  | PS       |
| Jacques Limouzy |  | RPR      |
| Albert Mamy     |  | UDF (PR) |

## Tarn-et-Garonne (2 siègesà pourvoir)
| Député élu    |  | Parti    |
| ------------- |  | -------- |
| Jean Bonhomme |  | RPR      |
| Hubert Gouze  |  | diss. PS |

## Var (7 siègesà pourvoir)
| Député élu        |  | Parti    |
| ----------------- |  | -------- |
| François Léotard  |  | UDF (PR) |
| Maurice Arreckx   |  | UDF (PR) |
| Arthur Paecht     |  | UDF (PR) |
| Christian Goux    |  | PS       |
| Maurice Janetti   |  | PS       |
| Yann Piat         |  | FN       |
| Jean-Michel Couve |  | RPR      |

Démissionnaire le 29 septembre 1986, Maurice Arreckx est remplacé par Michel Hamaide (UDF-PR).
Nommé membre du gouvernement, François Léotard est remplacé par Daniel Colin, UDF, suivant de liste.

## Vaucluse (4 siègesà pourvoir)
| Député élu         |  | Parti    |
| ------------------ |  | -------- |
| Jean-Pierre Roux   |  | RPR      |
| Maurice Charretier |  | UDF (PR) |
| André Borel        |  | PS       |
| Jacques Bompard    |  | FN       |

À la suite de l'élection de Maurice Charretier au Sénat, Jean-Michel Ferrand le remplace, suivant de liste.

## Vendée (5 siègesà pourvoir)
| Député élu      |  | Parti    |
| --------------- |  | -------- |
| Vincent Ansquer |  | RPR      |
| Philippe Mestre |  | UDF (AD) |
| Pierre Mauger   |  | RPR      |
| Pierre Métais   |  | PS       |
| Philippe Puaud  |  | PS       |

## Vienne (4 siègesà pourvoir)
| Député élu         |  | Parti     |
| ------------------ |  | --------- |
| Jean-Pierre Abelin |  | UDF (CDS) |
| Arnaud Lepercq     |  | RPR       |
| Édith Cresson      |  | PS        |
| Jacques Santrot    |  | PS        |

## Haute-Vienne (4 siègesà pourvoir)
| Député élu     | Parti | Parti |
| -------------- | ----- | ----- |
| Michel Bernard |       | RPR   |
| Henri Bouvet   |       | UDF   |
| Alain Rodet    |       | PS    |
| Marcel Rigout  |       | PCF   |

## Vosges (4 siègesà pourvoir)
| Député élu        |  | Parti         |
| ----------------- |  | ------------- |
| Philippe Séguin   |  | RPR           |
| Maurice Jeandon   |  | Divers droite |
| Christian Pierret |  | PS            |
| Gérard Welzer     |  | Divers gauche |

Nommé ministre des Affaires sociales et de l'Emploi au sein du gouvernement Chirac II, Philippe Séguin est remplacé par Alain Jacquot, suivant de liste.

## Yonne (3 siègesà pourvoir)
| Député élu          |  | Parti    |
| ------------------- |  | -------- |
| Jean-Pierre Soisson |  | UDF (PR) |
| Philippe Auberger   |  | RPR      |
| Henri Nallet        |  | PS       |

## Territoire de Belfort (2 siègesà pourvoir)
| Député élu              |  | Parti    |
| ----------------------- |  | -------- |
| Jean-Pierre Chevènement |  | PS       |
| Jacques Bichet          |  | UDF (PR) |

## Essonne (10 siègesà pourvoir)
| Député élu           |  | Parti    |
| -------------------- |  | -------- |
| Claude Germon        |  | PS       |
| Jacques Guyard       |  | PS       |
| Yves Tavernier       |  | PS       |
| Michel Berson        |  | PS       |
| Jean de Préaumont    |  | RPR      |
| Xavier Dugoin        |  | RPR      |
| Michel Pelchat       |  | UDF (PR) |
| Pierre-André Wiltzer |  | UDF (AD) |
| Roger Combrisson     |  | PCF      |
| Michel de Rostolan   |  | CNI      |

## Hauts-de-Seine (13 siègesà pourvoir)
| Député élu           |  | Parti    |
| -------------------- |  | -------- |
| Claude Labbé         |  | RPR      |
| Georges Gorse        |  | RPR      |
| Jacques Baumel       |  | RPR      |
| Georges Tranchant    |  | RPR      |
| Patrick Devedjian    |  | RPR      |
| Charles Deprez       |  | UDF (PR) |
| Florence d'Harcourt  |  | UDF (AD) |
| Philippe Bassinet    |  | PS       |
| Georges Le Baill     |  | PS       |
| Michel Sapin         |  | PS       |
| Michel Margnes       |  | PS       |
| Jean-Pierre Stirbois |  | FN       |
| Guy Ducoloné         |  | PCF      |

## Seine-Saint-Denis (13 siègesà pourvoir)
| Député élu          |  | Parti     |
| ------------------- |  | --------- |
| Gilbert Bonnemaison |  | PS        |
| Claude Bartolone    |  | PS        |
| Véronique Neiertz   |  | PS        |
| Jacques Mahéas      |  | PS        |
| Robert Pandraud     |  | RPR       |
| Éric Raoult         |  | RPR       |
| Jacques Oudot       |  | RPR       |
| Jean-Claude Gayssot |  | PCF       |
| François Asensi     |  | PCF       |
| Muguette Jacquaint  |  | PCF       |
| François Bachelot   |  | FN        |
| Roger Holeindre     |  | FN        |
| Didier Bariani      |  | UDF (Rad) |

À partir du 3 avril 1986, à la suite de leur nomination au gouvernement, Robert Pandraud et Didier Bariani cèdent leurs places aux suivants de liste : Christian Demuynck, n°3 sur la liste RPR-CNI, et Jean-Jack Salles, n°2 sur la liste UDF.

## Val-de-Marne (12 siègesà pourvoir)
| Député élu                  | Parti | Parti     |
| --------------------------- | ----- | --------- |
| Joseph Franceschi           |       | PS        |
| Laurent Cathala             |       | PS        |
| Roger-Gérard Schwartzenberg |       | MRG       |
| Paulette Nevoux             |       | PS        |
| Robert-André Vivien         |       | RPR       |
| Roland Nungesser            |       | RPR       |
| Christiane Papon            |       | RPR       |
| Georges Marchais            |       | PCF       |
| Paul Mercieca               |       | PCF       |
| Alain Griotteray            |       | UDF (PR)  |
| Jean-Jacques Jégou          |       | UDF (CDS) |
| Olivier d'Ormesson          |       | FN        |

A la suite du décès de Joseph Franceschi, René Rouquet le remplace, suivant de liste.

## Val-d'Oise (9 siègesà pourvoir)
| Député élu              |  | Parti    |
| ----------------------- |  | -------- |
| Michel Coffineau        |  | PS       |
| Alain Richard           |  | PS       |
| Marie-France Lecuir     |  | PS       |
| Hélène Missoffe         |  | RPR      |
| Jean-Pierre Delalande   |  | RPR      |
| Jean-Philippe Lachenaud |  | UDF (PR) |
| Francis Delattre        |  | UDF (PR) |
| Yvon Briant             |  | FN       |
| Robert Montdargent      |  | PCF      |

À la suite de l'élection de Hélène Missoffe au Sénat, Jean Bardet la remplace, suivant de liste.

## Guadeloupe (4 siègesà pourvoir)
| Député élu             |  | Parti |
| ---------------------- |  | ----- |
| Lucette Michaux-Chevry |  | RPR   |
| Henri Beaujean         |  | RPR   |
| Frédéric Jalton        |  | PS    |
| Ernest Moutoussamy     |  | PCG   |

Nommée au gouvernement Chirac II en tant que secrétaire d'État chargée de la Francophonie, Lucette Michaux-Chevry est remplacée par Édouard Chammougon, suivant de la liste RPR-LPG.

## Martinique (4 siègesà pourvoir)
| Député élu                 |  | Parti     |
| -------------------------- |  | --------- |
| Aimé Césaire               |  | PPM       |
| Maurice Louis-Joseph-Dogué |  | PS        |
| Michel Renard              |  | RPR       |
| Jean Maran                 |  | UDF (PSD) |

## Guyane (2 siègesà pourvoir)
| Député élu   |  | Parti |
| ------------ |  | ----- |
| Élie Castor  |  | PSG   |
| Paulin Bruné |  | RPR   |

## La Réunion (5 siègesà pourvoir)
| Député élu           |  | Parti         |
| -------------------- |  | ------------- |
| Michel Debré         |  | RPR           |
| Jean-Paul Virapoullé |  | UDF (CDS)     |
| Paul Vergès          |  | PCR           |
| Élie Hoarau          |  | PCR           |
| André Thien Ah Koon  |  | Divers droite |

## Mayotte (1 siègeà pourvoir)
| Circonscription        | Député sortant     | Parti | Parti | Député élu ou réélu | Parti | Parti     |
| ---------------------- | ------------------ | ----- | ----- | ------------------- | ----- | --------- |
| Circonscription unique | Jean-François Hory |       | MRG   | Henry Jean-Baptiste |       | UDF (CDS) |

## Saint-Pierre-et-Miquelon (1 siègeà pourvoir)
| Circonscription        | Député sortant | Parti | Parti   | Député élu ou réélu | Parti | Parti   |
| ---------------------- | -------------- | ----- | ------- | ------------------- | ----- | ------- |
| Circonscription unique | Albert Pen     |       | app. PS | Albert Pen          |       | app. PS |

## Nouvelle-Calédonie (2 siègesà pourvoir)
| Député élu            |  | Parti |
| --------------------- |  | ----- |
| Jacques Lafleur       |  | RPCR  |
| Maurice Nénou-Pwataho |  | RPCR  |

## Polynésie française (2 siègesà pourvoir)
| Député élu          |  | Parti |
| ------------------- |  | ----- |
| Gaston Flosse       |  | RPR   |
| Alexandre Léontieff |  | RPR   |

Nommé au gouvernement Chirac II en tant que secrétaire d'État au Pacifique sud, Gaston Flosse est remplacé par Édouard Fritch, suivant de la liste RPR-Tahoeraa.

## Wallis-et-Futuna (1 siègeà pourvoir)
| Circonscription        | Député sortant | Parti | Parti | Député élu ou réélu | Parti | Parti |
| ---------------------- | -------------- | ----- | ----- | ------------------- | ----- | ----- |
| Circonscription unique | Benjamin Brial |       | RPR   | Benjamin Brial      |       | RPR   |